# Штеффенберг
Штеффенберг (нем. Steffenberg) — община в Германии, в земле Гессен. Подчиняется административному округу Гиссен. Входит в состав района Марбург-Биденкопф.  Население составляет 4213 человек (на 31 декабря 2010 года). Занимает площадь 24,32 км².